# Wiązówka (roślina)
Wiązówka (Filipendula Mill.) – rodzaj roślin z rodziny różowatych (Rosaceae). Należy do niego 13 gatunków (oraz mieszańce międzygatunkowe). Występują na półkuli północnej na obszarach o klimacie umiarkowanym, zasiedlając zwykle siedliska wilgotne, ale też w jednym przypadku (wiązówka bulwkowa) – suche i wapienne zbocza. Niektóre gatunki uprawiane są jako rośliny ozdobne.

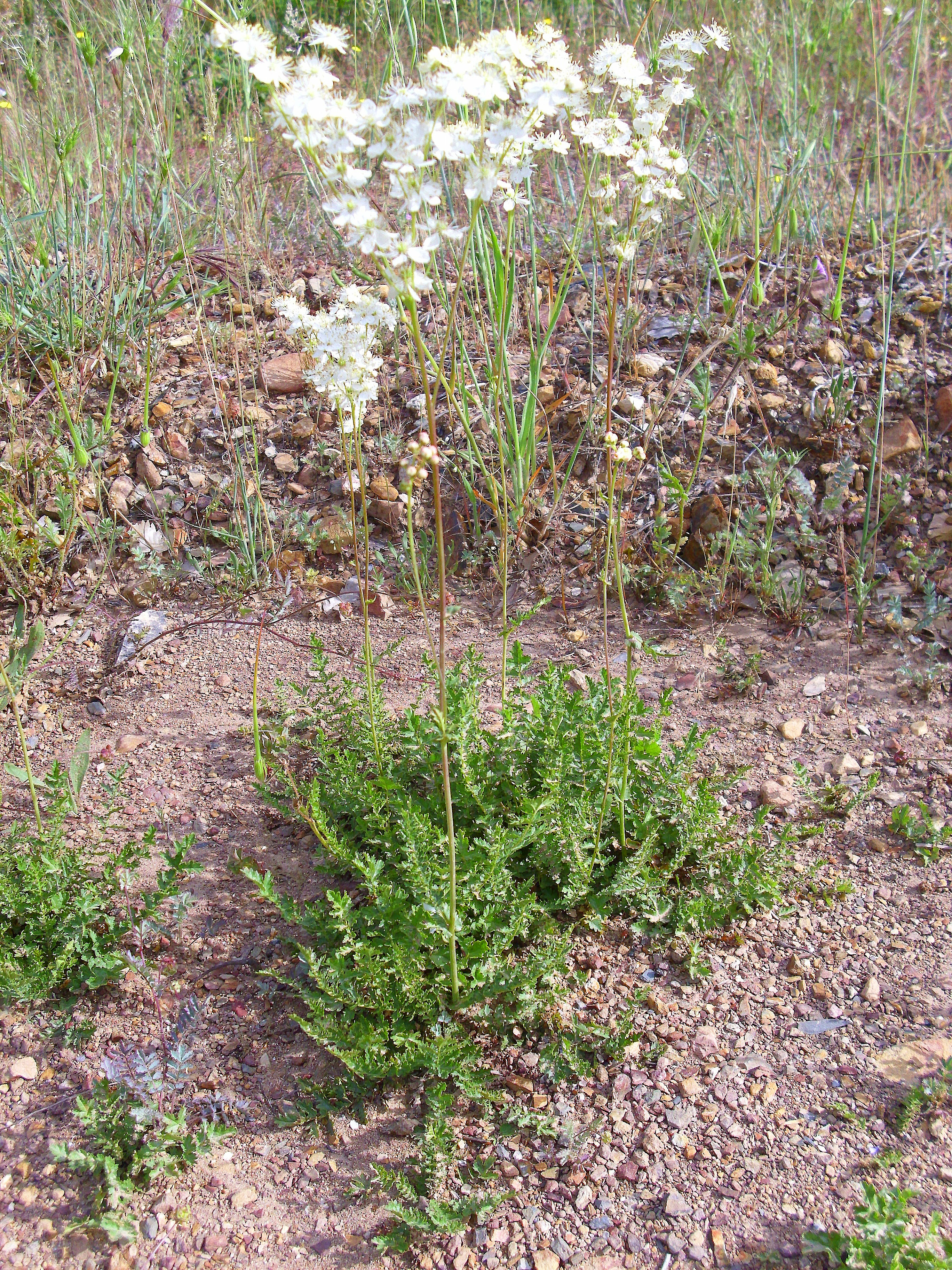
Wiązówka bulwkowa

## Rozmieszczenie geograficzne
Rodzaj ten najbardziej zróżnicowany jest w Azji wschodniej. W Chinach rośnie 7 gatunków, kilka we wschodniej Syberii i na Wyspach Japońskich. W Europie, w tym w Polsce, rosną dwa gatunki:
- wiązówka błotna Filipendula ulmaria (L.) Maxim.
- wiązówka bulwkowa, w. bulwkowata Filipendula vulgaris Moench

Wiązówka błotna jest najszerzej rozprzestrzeniona – rośnie od wschodniej Azji, poprzez Europę po Amerykę Północną. Na kontynencie amerykańskim rośnie także wiązówka bulwkowa, a poza tym wiązówka czerwona (Filipendula rubra).

## Morfologia i biologia
PokrójByliny, często kępowe. Pędy nadziemne wzniesione i wyprostowane, osiągające nawet do 3,5 m wysokości, wyrastają z krótkiego kłącza, często zgrubiałego bulwiasto.
LiścieNagie, dolne pierzasto podzielone, z listkami kształtu lancetowatego, o brzegu ząbkowanym. Często pomiędzy 3–5 większymi listkami obecne są listki mniejsze. Listek szczytowy większy od pozostałych, czasem 3–5 łatkowy lub nawet klapowany. U nasady liścia obecna jest para okazałych lub drobnych przylistków przyrastających do ogonka.
KwiatyNiewielkie, zwykle obupłciowe, zebrane w wielokwiatowe, silnie rozgałęzione wiechy, bez liści przykwiatowych (przysadek i podkwiatków). Działki kielicha, w liczbie 5, są drobne, zrośnięte u nasady i podczas owocowania odgięte do dołu. Płatków korony jest 5. Płatki są zwykle zaokrąglone, z krótkim paznokciem, barwy białej, różowej lub czerwonej. Pręciki liczne, w liczbie od 20 do 40, u nasady zrosłe z małym dyskiem miodnikowym. Słupków jest od 5 do 15, najczęściej około 10. Są górne, umieszczone są na płaskim lub nieco wyniesionym dnie kwiatowym. Są wolne lub zrosłe u nasady (tylko w jednym przypadku – bocznie). Zawierają po 1–2 zalążki. Na szczycie zwieńczone są główkowatym znamieniem.
OwoceJednonasienne mieszki (czasem określane jako niełupki ze względu na przylegającą do nasiona owocnię). Owoce, zwykle w liczbie około 10 są często ścieśnione i nieco skręcone ze sobą. Nasiona mają kształt wrzecionowaty i zawierają bardzo niewiele bielma.

## Systematyka
Rodzaj należący do plemienia Ulmarieae, podrodziny Rosoideae, rodziny różowatych (Rosaceae Juss.), rzędu różowców, kladu różowych w obrębie okrytonasiennych. Stanowi klad bazalny w obrębie podrodziny.
Wykaz gatunków
- Filipendula angustiloba (Turcz. ex Fisch. & C.A.Mey.) Maxim.
- Filipendula auriculata (Ohwi) Kitam.
- Filipendula camtschatica (Pall.) Maxim. – wiązówka kamczacka
- Filipendula digitata (Willd.) Bergmans – wiązówka palmowata, w. dłoniasta
- Filipendula glaberrima Nakai – wiązówka gładka
- Filipendula × intermedia (Glehn) Juz.
- Filipendula kiraishiensis Hayata
- Filipendula multijuga Maxim.
- Filipendula occidentalis (S.Watson) Howell
- Filipendula × purpurea Maxim. – wiązówka purpurowa
- Filipendula rubra (Hill) B.L.Rob. – wiązówka czerwona
- Filipendula tsuguwoi Ohwi
- Filipendula ulmaria (L.) Maxim. – wiązówka błotna
- Filipendula vestita (Wall. ex G.Don) Maxim.
- Filipendula vulgaris Moench – wiązówka bulwkowa, w. bulwkowata